# Colroy-la-Roche
Pour les articles homonymes, voir Colroy et La Roche.
Colroy-la-Roche est une commune française située dans la circonscription administrative du Bas-Rhin et, depuis le 1er janvier 2021, dans le territoire de la Collectivité européenne d'Alsace, en région Grand Est.
Cette commune se trouve dans la région historique et culturelle d'Alsace.

## Géographie

### Localisation
Colroy-la-Roche est située à 475 m d'altitude.

### Communes limitrophes
|              | Saint-Blaise-la-Roche | Blancherupt |
| Saulxures    | Colroy-la-Roche       | Bellefosse  |
| Bourg-Bruche | Ranrupt               |             |

### Hydrographie
La commune est dans le bassin versant du Rhin au sein du bassin Rhin-Meuse. Elle est drainée par la Bruche, le ruisseau Climontaine, le ruisseau du Breval et le ruisseau le Meribeux,.
La Bruche, d'une longueur de 77 km, prend sa source dans la commune de Urbeis et se jette  dans l'Ill à Strasbourg, après avoir traversé 37 communes. 

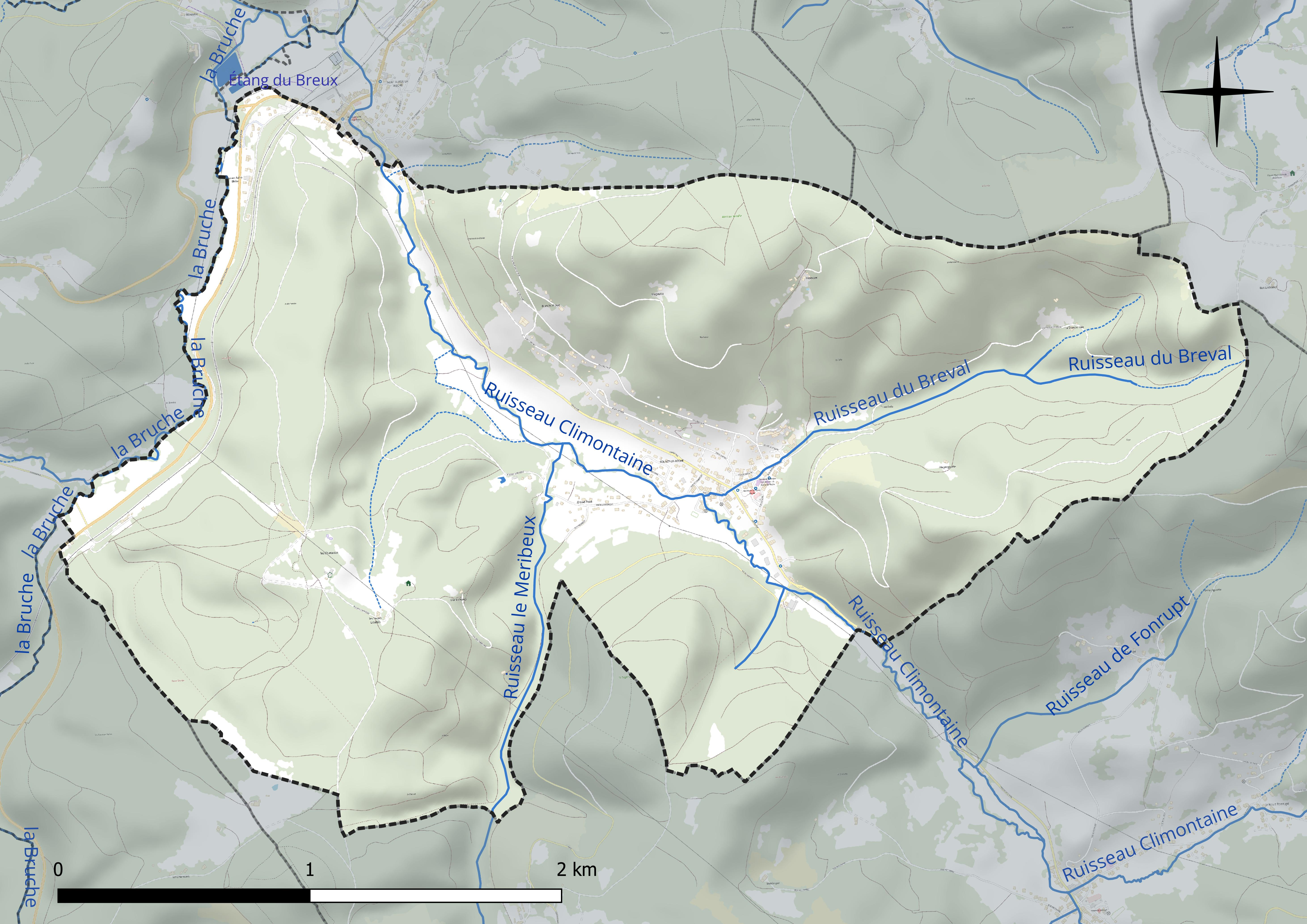
Réseau hydrographique de Colroy-la-Roche.

### Climat
Pour des articles plus généraux, voir Climat du Grand Est et Climat du Bas-Rhin.
En 2010, le climat de la commune est de type climat de montagne, selon une étude du Centre national de la recherche scientifique s'appuyant sur une série de données couvrant la période 1971-2000. En 2020, Météo-France publie une typologie des climats de la France métropolitaine dans laquelle la commune est exposée à un climat semi-continental et est dans la région climatique  Vosges, caractérisée par une pluviométrie très élevée (1 500 à 2 000 mm/an) en toutes saisons et un hiver rude (moins de 1 °C). 
Pour la période 1971-2000, la température annuelle moyenne est de 8,9 °C, avec une amplitude thermique annuelle de 16,6 °C. Le cumul annuel moyen de précipitations est de 1 277 mm, avec 12,9 jours de précipitations en janvier et 11,2 jours en juillet. Pour la période 1991-2020, la température moyenne annuelle observée sur la station météorologique de Météo-France la plus proche, « Belmont », sur la commune de Belmont à 4 km à vol d'oiseau, est de 7,0 °C et le cumul annuel moyen de précipitations est de 1 341,9 mm. 
La température maximale relevée sur cette station est de 30,9 °C, atteinte le 5 juillet 2015 ; la température minimale est de −20,3 °C, atteinte le 20 décembre 2009,,. 
Les paramètres climatiques de la commune ont été estimés pour le milieu du siècle (2041-2070) selon différents scénarios d'émission de gaz à effet de serre à partir des nouvelles projections climatiques de référence DRIAS-2020. Ils sont consultables sur un site dédié publié par Météo-France en novembre 2022.

## Urbanisme

### Typologie
Au 1er janvier 2024, Colroy-la-Roche est catégorisée commune rurale à habitat dispersé, selon la nouvelle grille communale de densité à sept niveaux définie par l'Insee en 2022.
Elle est située hors unité urbaine. Par ailleurs la commune fait partie de l'aire d'attraction de Strasbourg (partie française), dont elle est une commune de la couronne,. Cette aire, qui regroupe 268 communes, est catégorisée dans les aires de 700 000 habitants ou plus (hors Paris),.

### Occupation des sols
L'occupation des sols de la commune, telle qu'elle ressort de la base de données européenne d’occupation biophysique des sols Corine Land Cover (CLC), est marquée par l'importance des forêts et milieux semi-naturels (84 % en 2018), en diminution par rapport à 1990 (86,9 %). La répartition détaillée en 2018 est la suivante :
forêts (83,9 %), prairies (9 %), zones urbanisées (6,1 %), zones agricoles hétérogènes (0,9 %), milieux à végétation arbustive et/ou herbacée (0,2 %). L'évolution de l’occupation des sols de la commune et de ses infrastructures peut être observée sur les différentes représentations cartographiques du territoire : la carte de Cassini (XVIIIe siècle), la carte d'état-major (1820-1866) et les cartes ou photos aériennes de l'IGN pour la période actuelle (1950 à aujourd'hui).

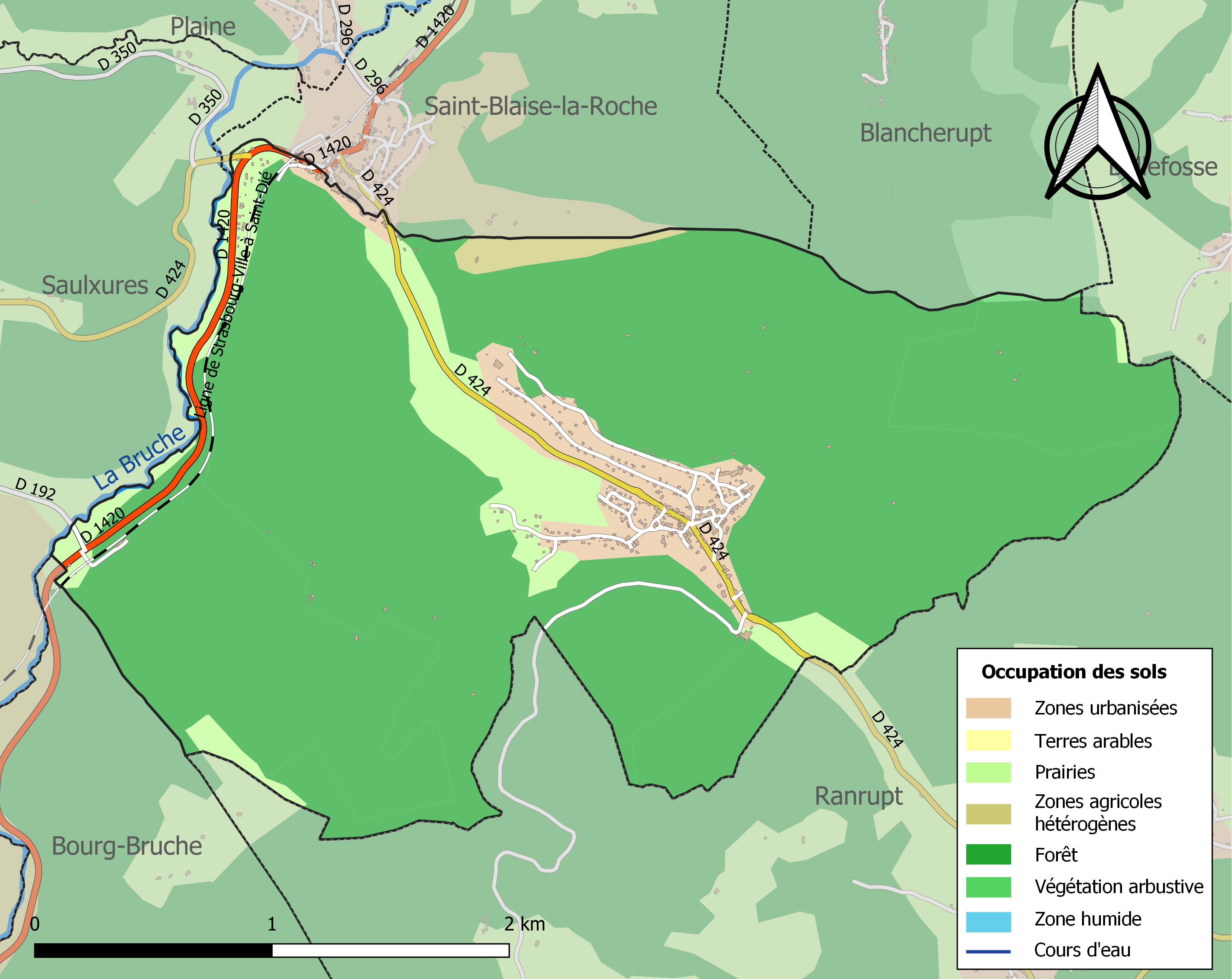
Carte des infrastructures et de l'occupation des sols de la commune en 2018 (CLC).

## Toponymie
- Collerinse (607-608) ; Kolrein (1303) ; Kirchherr zu Colre (1509) ; Königsberg, Koenigsberg et La colline du roy (XVIIe siècle) ; Königshügel (1782).
- Kolrein en allemand.

## Histoire
Le village est mentionné pour la première fois en 607-608 sous le nom de Collerinse. Il semble que cette appellation provienne d'un droit de diriger et aider les portages lourds réclamés par les autorités sur la voie des Saulniers entre Saales et Steige. En 1360, le village est appelé pour la première fois Colroy et au XVIIe siècle, son nom alsacien Koenigsberg signifie « la colline du roi ». Après avoir été détruit et en partie décimé pendant la guerre de Trente ans, le village se repeuple avec les nombreux survivants ayant fui dans les bois, bientôt par les réfugiés des zones trop dévastées, avant d'accueillir des revenants vosgiens des contrées voisines, mais aussi des Suisses et autres réfugiés du pays de Montbéliard après 1660.
En 1790, la commune est rattachée au canton de Saâles. Elle a ajouté le toponyme La Roche qui la surplombait avec ses ruines pour se distinguer de Colroy-La-Grande dans le même canton. Nous ne conclurons pas à l'ironie de ce choix, le lieu-dit la Roche a désigné l'ancienne seigneurie voisine du ban de La Roche, devenue luthérienne, une ancienne famille féodale et surtout son château-repaire autrefois remarquable.
Vers 1800 la scierie Haut-Fer se trouvait dans le territoire communal de Ranrupt. Cependant elle appartenait à Colroy-la-Roche. Les édiles de l'époque décidèrent donc d'échanger la possession de la scierie contre celle de 50 hectares de forêt au Climont.
Colroy-la-Roche devient allemand en 1871, puis français après 1918. Le village redevient allemand pendant la Seconde Guerre mondiale.

## Politique et administration

### Liste des maires
| Période                                  | Période                   | Identité                                    | Étiquette | Qualité |
| ---------------------------------------- | ------------------------- | ------------------------------------------- | --------- | ------- |
| Les données manquantes sont à compléter. |                           |                                             |           |         |
| ?                                        | ?                         | Albert Isselé                               |           |         |
| 1989                                     | 2008                      | Émile Fluck                                 |           |         |
| mars 2008                                | En cours (au 31 mai 2020) | Émile Fluck, Réélu pour le mandat 2020-2026 | -         |         |

## Population et société

### Démographie
L'évolution du nombre d'habitants est connue à travers les recensements de la population effectués dans la commune depuis 1793. Pour les communes de moins de 10 000 habitants, une enquête de recensement portant sur toute la population est réalisée tous les cinq ans, les populations de référence des années intermédiaires étant quant à elles estimées par interpolation ou extrapolation. Pour la commune, le premier recensement exhaustif entrant dans le cadre du nouveau dispositif a été réalisé en 2008.

En 2022, la commune comptait 472 habitants, en évolution de −3,87 % par rapport à 2016 (Bas-Rhin : +3,17 %, France hors Mayotte : +2,11 %).
| 1793 | 1800 | 1806 | 1821 | 1831 | 1836 | 1841 | 1846 | 1851 |
| ---- | ---- | ---- | ---- | ---- | ---- | ---- | ---- | ---- |
| 404  | 417  | 521  | 511  | 618  | 685  | 676  | 656  | 663  |

| 1856 | 1861 | 1866 | 1871 | 1875 | 1880 | 1885 | 1890 | 1895 |
| ---- | ---- | ---- | ---- | ---- | ---- | ---- | ---- | ---- |
| 638  | 621  | 630  | 601  | 515  | 477  | 467  | 478  | 445  |

| 1900 | 1905 | 1910 | 1921 | 1926 | 1931 | 1936 | 1946 | 1954 |
| ---- | ---- | ---- | ---- | ---- | ---- | ---- | ---- | ---- |
| 439  | 434  | 405  | 379  | 457  | 401  | 389  | 322  | 317  |

| 1962 | 1968 | 1975 | 1982 | 1990 | 1999 | 2006 | 2008 | 2013 |
| ---- | ---- | ---- | ---- | ---- | ---- | ---- | ---- | ---- |
| 303  | 274  | 307  | 431  | 435  | 455  | 474  | 480  | 490  |

| 2018 | 2022 | - | - | - | - | - | - | - |
| ---- | ---- | - | - | - | - | - | - | - |
| 485  | 472  | - | - | - | - | - | - | - |

## Culture locale et patrimoine

### Lieux et monuments
- Habitat typique : maison de type Haute-Vallée de la Bruche, ancienne ferme de type monobloc.

- Église Saint-Nicolas (1779) : les autels baroques proviendraient du mont Sainte-Odile.

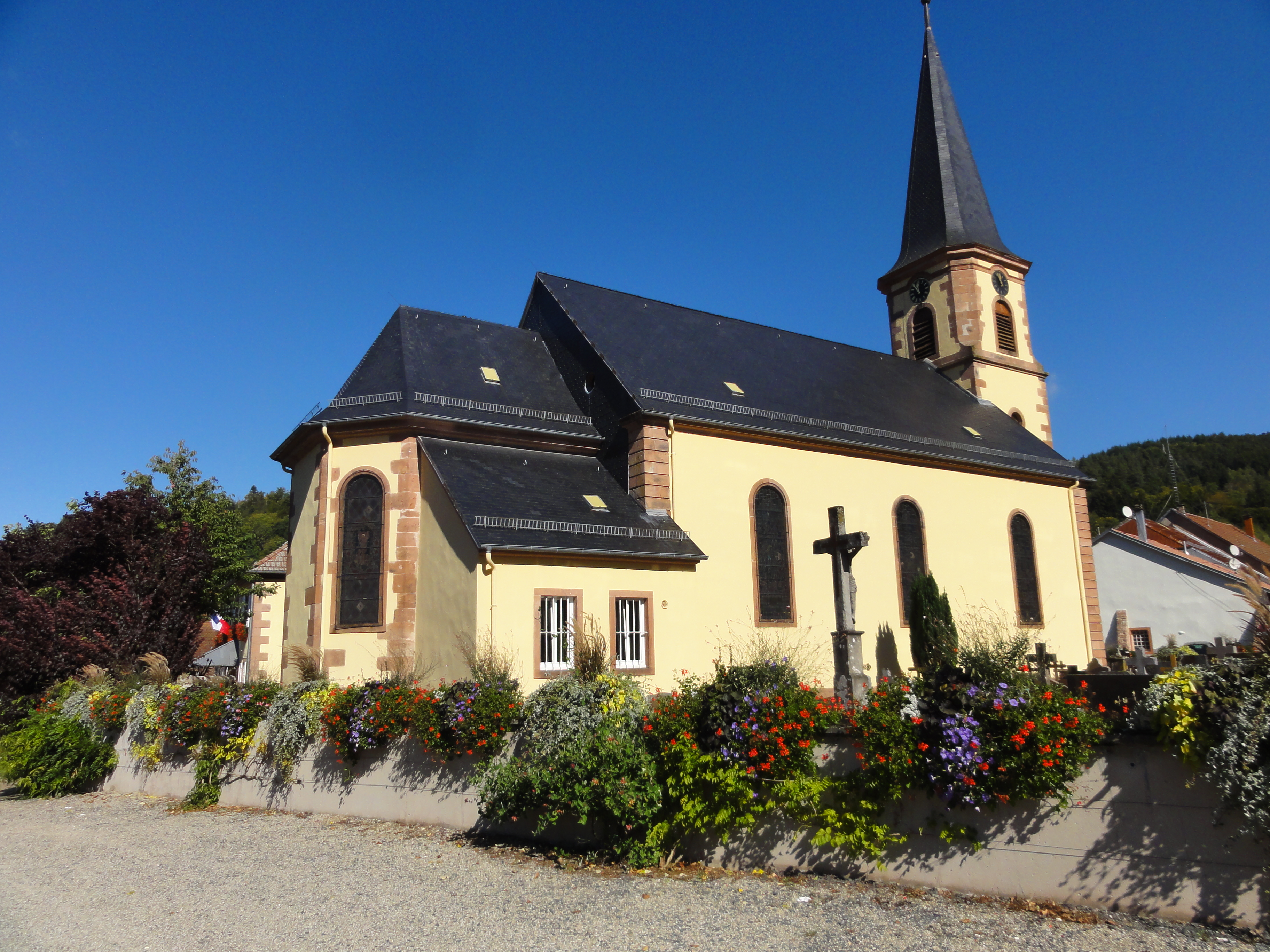
Église Saint-Nicolas.
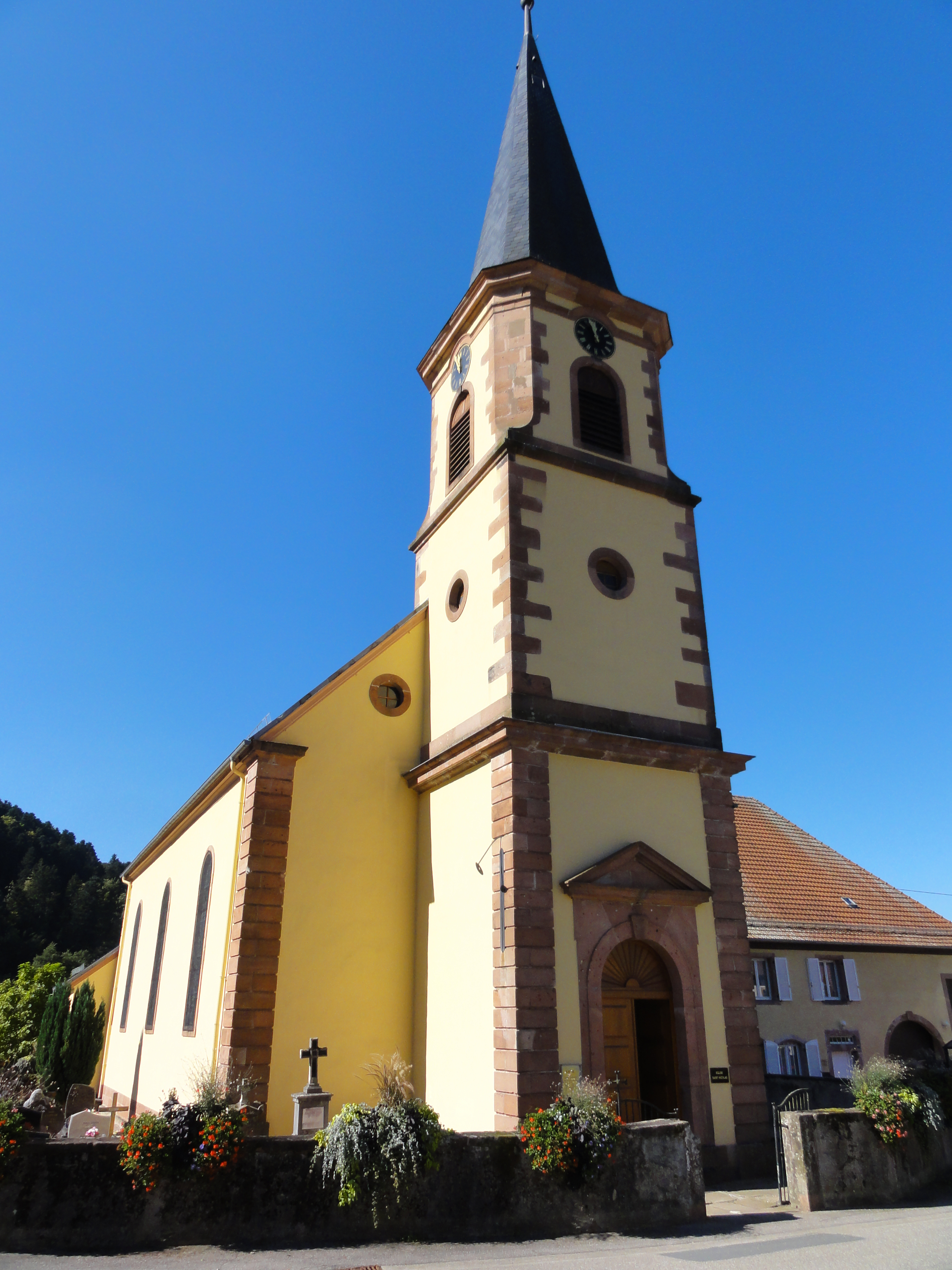
Clocher-porche.
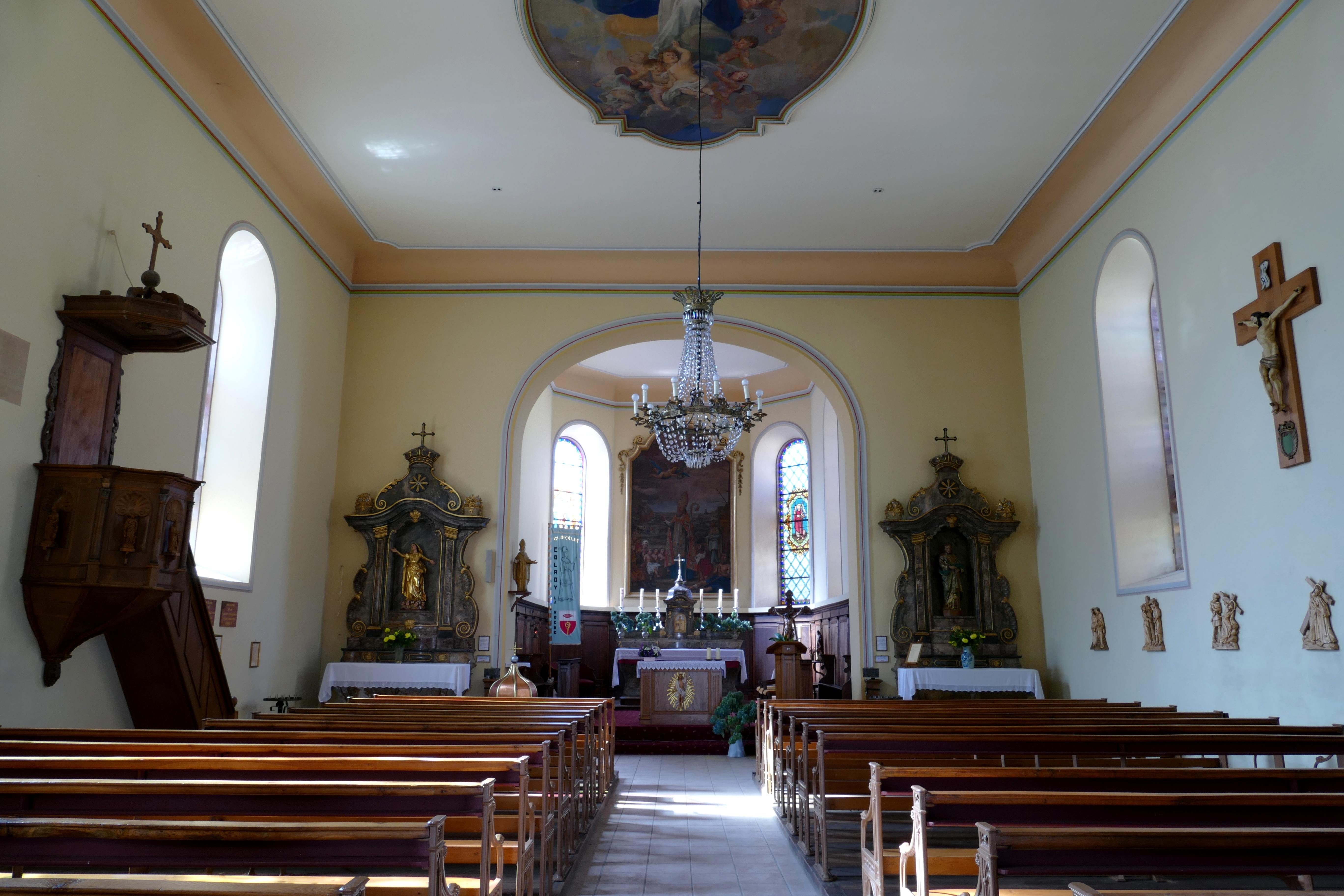
Vue intérieure de la nef vers le chœur.
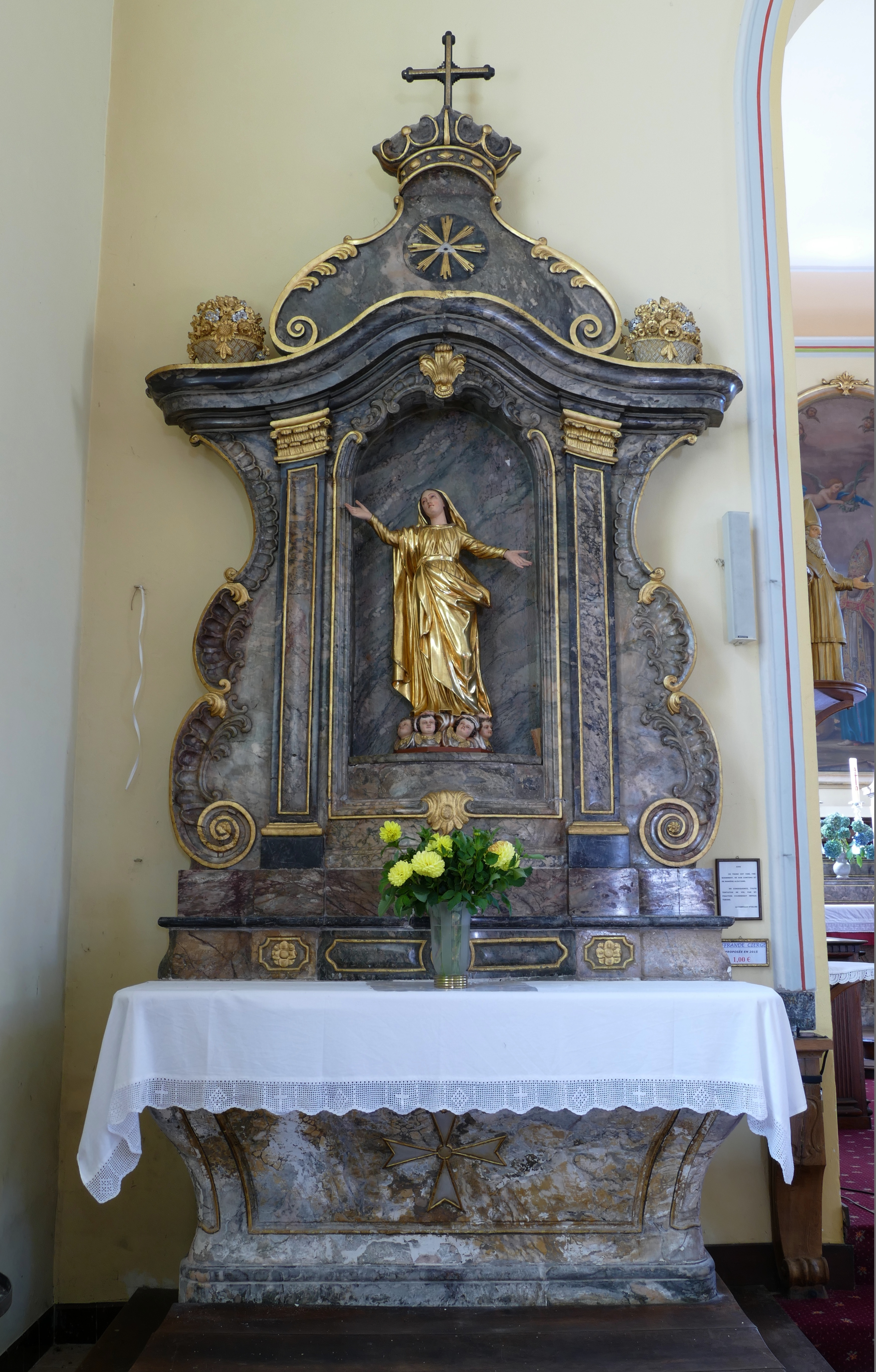
Autel secondaire de la Vierge (XVIIIe).
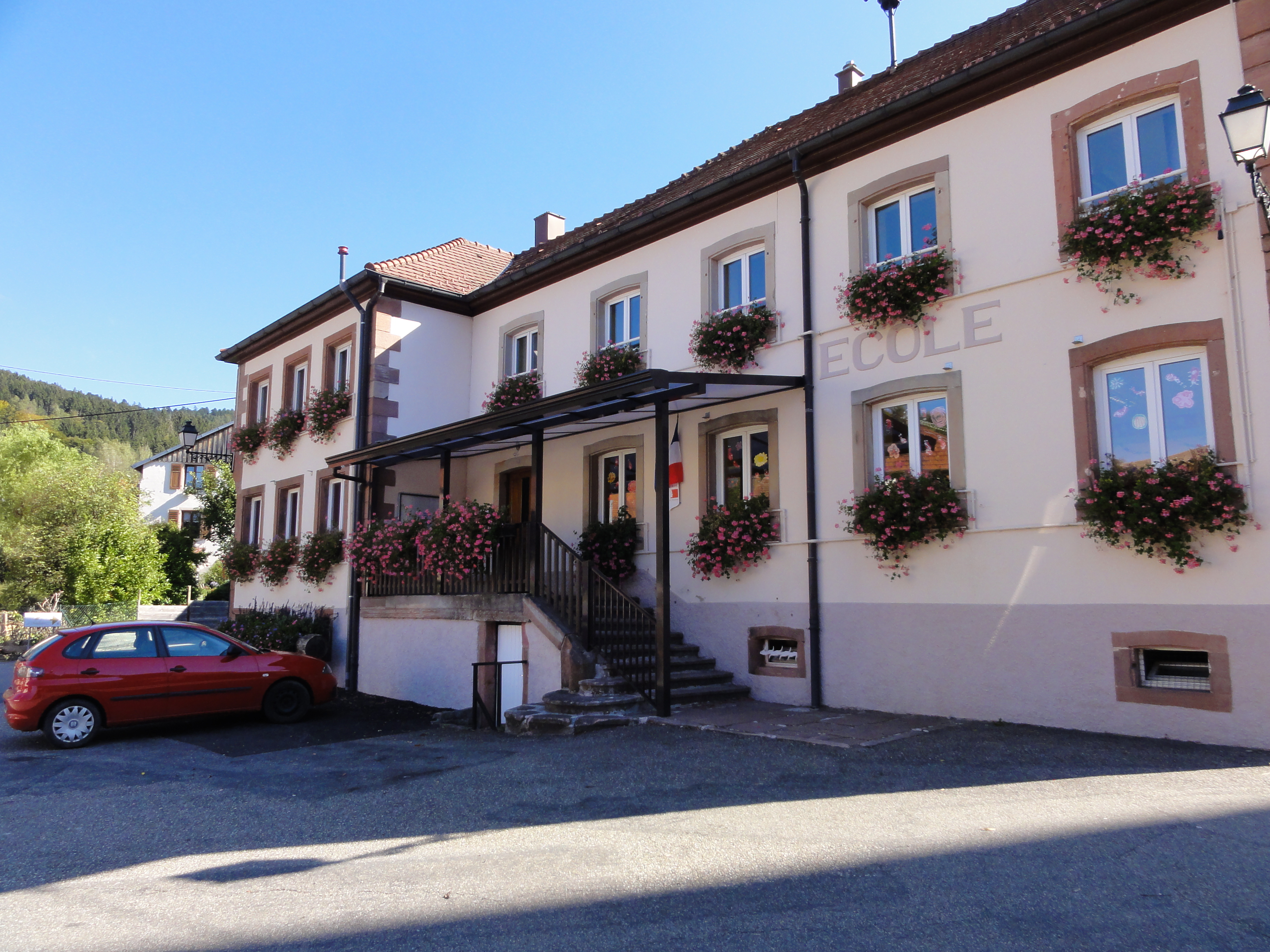
École du village, ancienne mairie-école.

### Personnalités liées à la commune
Joseph Fréchard (1765-1849), prêtre catholique réfractaire, a été nommé curé de la paroisse de Colroy-la-Roche entre 1802 et 1821. Il a pu y accomplir une première partie de son œuvre pédagogique.

### Héraldique
| Blason de Colroy-la-Roche | Blason  | Coupé : au premier d'argent à la navette de gueules posée en fasce, au second de gueules à la crose d'or mouvant de la pointe. |
| Blason de Colroy-la-Roche | Détails | |